# 光瓶螺

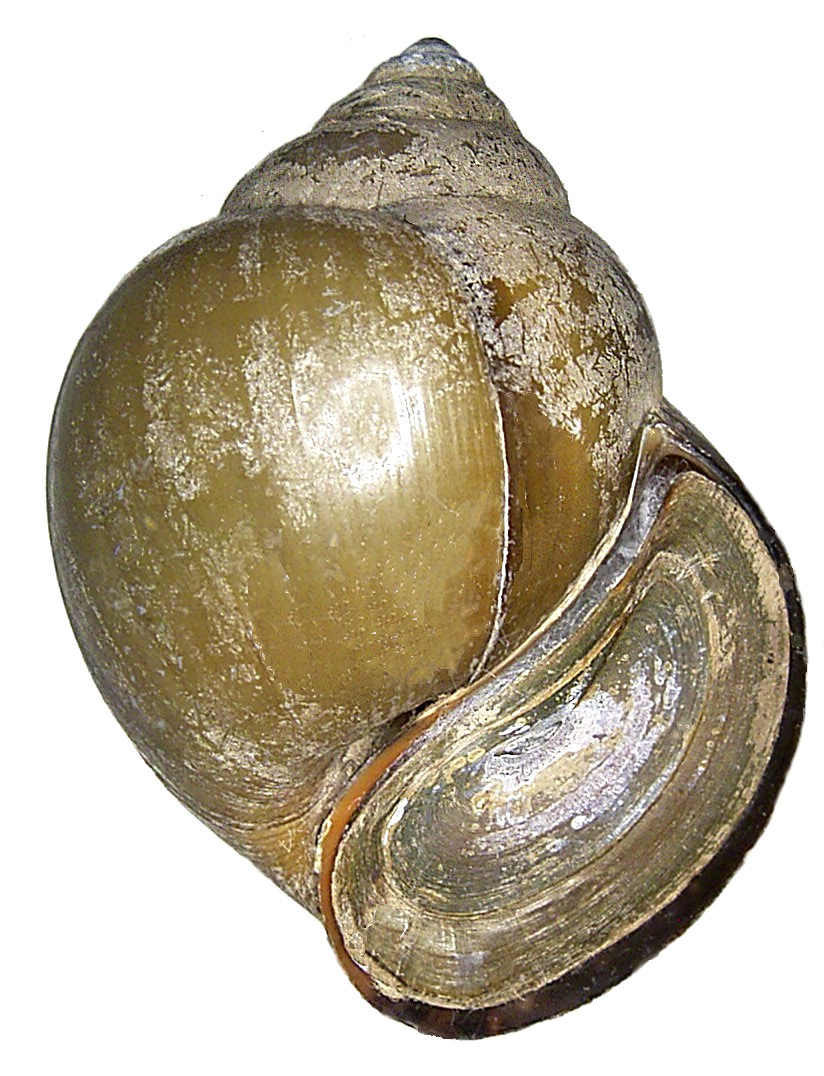
光瓶螺

光瓶螺（学名：Pila polita）为瓶螺科瓶螺属的动物。分布于印度、柬埔寨、老挝、缅甸、泰国、菲律宾、印尼以及中国大陆的海南、云南等地，常生活于水田、池塘以及缓流小溪。